# فرناندو بيريس
فرناندو بيريس هو مدرب كرة قدم ولاعب كرة قدم برازيلي في مركز الدفاع، ولد في 7 فبراير 1951 في ريسيفي في البرازيل. لعب مع جمعية بورتوغيزا الرياضية ونادي بوافيشتا ونادي فلامنغو ونادي فلومينينسي ونادي فيغورينسي.

## وصلات خارجية
- فرناندو بيريس على موقع الاتحاد الدولي (مؤرشف)  (الإنجليزية)
- فرناندو بيريس على موقع قاعدة بيانات كرة القدم.إي يو (الإنجليزية)